# Station Schwarmstedt
Station Schwarmstedt (Bahnhof Schwarmstedt) is een spoorwegstation in de Duitse plaats Schwarmstedt in de deelstaat Nedersaksen. Het station ligt aan de spoorlijn Walsrode - Buchholz, de spoorlijn Celle - Wahnebergen is opgebroken.

## Indeling
Het station had drie perronsporen, één aan een zijperron (spoor 1) en twee aan één eilandperron (spoor 2 en 3). Spoor 2 is volledig gesloopt, waar alleen een spoornummerbordje aan herinnert. Dit eilandperron is te bereiken langs een beveiligd overpad. Beide perrons zijn voorzien van een abri. Aan het perron van spoor 1 staat het stationsgebouw, welke als dusdanig niet meer wordt gebruikt. Nu is er een pizzeria in gevestigd. Ook aan deze zijde is er een fietsenstalling en een parkeerterrein. Langs de straat Bahnhofstraße is er een bushalte en een taxistandplaats.

## Verbindingen
Het station wordt bediend door treinen van erixx. De volgende treinserie doet het station Schwarmstedt aan:
| Serie | Treinsoort           | Route                                                                        | Bijzonderheden |
| ----- | -------------------- | ---------------------------------------------------------------------------- | -------------- |
| RB 38 | Regionalbahn (Erixx) | Buchholz (Nordheide) – Soltau (Han) – Walsrode – Schwarmstedt – Hannover Hbf |                |